# 覚 (協奏曲)
『覚』(さとる)は、船川利夫が1970年10月に作曲した4楽章からなる、2人の独奏者と合奏による、尺八のみの編成による合奏協奏曲である。

## 曲の解説
独奏者2人と2群に分けられた伴奏で協奏曲風に演奏されるこの曲は、次の四つの楽章より、構成されている。当世風な無感情で無機的なものの見方に反して、感情こそを第一義に主ねた曲で日本人本来の心を覚（しる）、覚（さめる）、覚（おぼえる）、覚（さとる）、といった願望の意味で作られた曲である。
- 一楽章 覚(さめる)、序

四小説のイントロに続き、古典本曲風な意味合を持つ、ソロ尺八の掛合いと、伴奏部の受け渡しで前の部分を終り、トリルの経過句を経て瞑想風な旋律と激情的な中間部をへて、また元の旋律に帰ってこの楽章を終える。
- 二楽章 覚(しる)、破

せき込んだ感情で演奏されるこの部分は、当世風な物の見方に対するいらだちを表わす。
- 三楽章　覚(おぼえる)、急

この楽章は不協音の連続の部分とリズミカルな扇動的な二つの部分で成り立ち、当世風なものの見方を表わす。
- 四楽章　覚(さとる)、徐

ゆったりとしたこの楽章は祈りと一緒に取り戻すであろう日本人の心への憧憬を表わす。この祈りの気持ちを雅楽の笙の和音によって高める。

## 楽器構成
- 独奏尺八×２
- 尺八×４

## 音源
- LP　ビクター船川利夫作品集(４)収録